# Heraldica Slovenica
Heraldica Slovenica (polno ime Grboslovno in zastavoslovno društvo Heraldica Slovenica) (pred tem Heraldično, genealoško in veksikološko društvo Heraldica Slovenica, še prej pa Slovenski ščit (grboslovno, zastavoslovno in rodoslovno društvo)) je slovensko društvo, ustanovljeno 10. julija 1991. Društvo se je kmalu po nastanku vključilo v sorodne stanovske in mednarodne organizacije. Zaradi mednarodnega udejstvovanja se je društvo leta 1994 preimenovalo v Heraldica Slovenica. Od 23. avgusta 1993 je društvo včlanjeno v Mednarodno zastavoslovno federacijo FIAV. Društvo je bilo druga članica federacije, ki je bila sprejeta iz območja nekdanjega »vzhodnega bloka« in nosi zaporedno številko 32.
Namen društva je združevanje tistih posameznikov, ki jih druži zanimanje za slovensko grboslovje, zastavoslovje, rodoslovje, sfragistiko, faleristiko, onomastiko, arhontologijo, nobilistiko, insigniologijo in ikonologijo.
Društvo se ukvarja z izobraževanjem, svetovanjem, izdajanjem publikacij in organiziranjema strokovnih posvetov na področju grboslovja in zastavoslovja. 
Med drugim društvo skrbi za mesto prvega izobešanja zastave na Wolfovi ulici, prireja tradicionalne dneve slovenske zastave na GEOSS-u ter skrbi za portal izobesi-zastavo.si.
V letu 2020 je društvo oblikovalo zastavo v podporo boju proti koronavirusu, ki je postala mednarodno prepoznavna, ter predloge grbov in zastav bodočih slovenskih pokrajin.
V letu 2022 je društvo organiziralo 29. Mednarodni kongres zastavoslovja, ki je potekal od 11. do 15. julija v Ljubljani.